# Vilim Karlović
Vilim Karlović (Zagreb, 27. listopada 1970.) hrvatski športaš i publicist, hrvatski branitelj i sudionik obrane Vukovara te jedan od sedmorice preživjelih sa stratišta Ovčara. Autor je knjige "Preživio sam Vukovar i Ovčaru" te aktivni svjedok Božje prisutnosti u njegovom životu, a koju svjedoči kroz svjedočanstva u katoličkim župama, predavanjima i javnim tribinama. Poziva na obraćenje i praštanje po uzoru na Isusa Krista.

## Životopis
Vilim Karlović rodio se u Zagrebu 27. listopada 1970. godine, gdje je završio osnovnu i srednju prometnu školu. Odrastao je kao najstarije dijete uz brata Antonija i dvije sestre, Ivanu i Katarinu, u radničkoj obitelji oca Ante i majke Jele. Dvije godine mlađi brat Antonijo, koji je također sudjelovao u Domovinskom ratu, 21. rujna 1991. godine teško je ranjen u obrani Petrinje i zarobljen u povlačenju, nakon čega mu se gubi svaki trag. Njegovi posmrtni ostatci pronađeni su 2012. godine u masovnoj grobnicu u selu Taborište pored Petrinje.
Karlović je bio vrhunski sportaš te je pod trenerskom paskom Nenada Đurovića - Đure postao seniorski prvak bivše države u „full contactu“, a tu je titulu držao od 1987. do 1990. godine. Kao reprezentativac bivše države nastupao je i na međunarodnim natjecanjima te iza sebe ima nastup na svjetskom i europskom prvenstvu.
U braku je sa suprugom Vlatkom od 1990. godine. Imaju šest sinova.

### Domovinski rat
U obranu suvereniteta Republike Hrvatske, u 1. brigadu Zbora narodne garde, dragovoljno pristupa 10. kolovoza 1991. godine. Poslije kraće obuke, Karlović se sa suborcima iz postrojbe uključuje u borbe na Banijskom bojištu. Krajem rujna 1991. godine s dijelom postrojbe upućen je na istočnoslavonsko bojište, u obranu Vukovara. Treba naglasi da je cijela njegova postrojba tražila odlazak na tu bojišnicu. U borbama ostaje do posljednjeg dana, to jest do konačnog pada Vukovara.
Nakon pada Vukovara, zarobljavanja pa preživljavanja strijeljanja na Ovčari i masakra na Veleprometu odveden je u zatvor u Srijemskoj Mitrovici. U jednom od zloglasnijih srpskih zatvora za ratne zarobljenike prolazi najgore torture, mučenja i zlostavljanja kojima odolijeva zahvaljujući velikoj duhovnoj i tjelesnoj snazi kao i vojničkoj disciplini. Na slobodu je pušten nakon točno 6 mjeseci, razmjenom ratnih zarobljenika. O događajima na Ovčari i u Vukovaru nekoliko puta je svjedočio u Den Haagu u postupcima protiv Slavka Dokmanovića, Vojislava Šešelja i tzv. Vukovarske trojke, Mrkšić-Šljivančanin-Radić. Osim u Den Haagu, svjedočio je dvaput i u Beogradskom procesu kao svjedok obrane dvojice pripadnika Šešeljevih četnika koji su ga spasili iz kuće u kojoj je mučen jer su i oni bili optuženi za zločine na Ovčari.
U listopadu 1992. godine vraća se u postrojbu i priključuje borbama na Južnom bojištu. Za budući razvoj svoje vojne karijere zaslužnim smatra svojega tadašnjeg zapovjednika Darka Katušu. 1993. godine sudionik je u vojno-redarstvene operacije „Maslenica“. U travnju 1995. uspješno završava školovanje na Hrvatskom vojnom učilištu „Petar Zrinski“ u Zagrebu, a već u svibnju sudjeluje u vojno-redarstvenoj operaciji „Bljesak 95“. Tijekom kolovoza iste godine aktivno sudjeluje u operaciji „Oluja 95“ na Banovini, Kordunu, Lici i Pounju. Djeluje u skupini koja se prva spaja sa snagama Armije BiH na Tržačkim Raštelima. Sudionik je i posljednje višednevne vojne operacije „Una 95“ u rujnu 1995. godine.
1999. i 2000. aktivno sudjeluje u prilagodbi Hrvatske vojske novom ustroju NATO-ve organizacije. Za postignute rezultate izvanredno je promaknut u čin djelatnog satnika pješaštva. Krajem 2000. godine obnaša dužnost zapovjednika bojne i dobiva zadaću ustroja bojne za mirovne vojne operacije pod zapovjedništvom UN-a i NATO-vih snaga. Obavlja selekciju vojnika iz elitnih postrojbi HV-a te započinje obuku svoje novoustrojene postrojbe, a sve pod nadzorom američkog tima MPRI. Tijekom te obuke dobiva priznanje američkih generala i njihovog tima MPRI te postaje najviši borbeni instruktor tima MPRI. Prvi vojnici HV-a koji su kao borbena postrojba sudjelovali u mirovnoj misiji u Afganistanu bili su upravo vojnici koje je odabrao i obučavao satnik Karlović.
Godine 2002. provodi najuspješniju simulacijsku vježbu za obuku zapovjedništva i stožera u Hrvatskom vojnom učilištu. Sa svojim stožerom potpuno je porazio protivnika i bio prvi kojem je to uspjelo nakon 14 generacija. Vrhunac priznanja bio je kompliment američkoga generala da je stožer kojim zapovijeda satnik Karlović spreman doći u jednu od elitnih američkih postrojbi, 82. regimentu, i biti u vrhu po uspješnosti zapovijedanja i vođenja postrojbe.
Izvanredno promaknuće u čin bojnika odbija mu tadašnji predsjednik Republike Hrvatske Stjepan Mesić, uz obrazloženje da za novo izvanredno promaknuće trebaju proteći najmanje četiri godine.
Karlović smatra da Hrvatska vojna doktrina mora usmjeri zemlju da bude „vojni lider“ na prostorima bivše Jugoslavije i mala, ali respektabilna vojna sila. Razočaran lošim uvjetima podređenih vojnika, dočasnika i časnika te novonastalim okolnostima, satnik Karlović, jedan od najperspektivnijih mladih časnika HV -a, 2003. godine podnosi zahtjev za umirovljenje i ubrzo odlazi u mirovinu.
Za aktivno sudjelovanje te doprinos u obrani suvereniteta i teritorijalne cjelovitosti Republike Hrvatske tijekom Domovinskog rata, kao i za rad u mirnodopskim uvjetima satnik Karlović u više je navrata odlikovan najvišim državnim odlikovanjima i nagradama od zapovjednika postrojbi, zbornih područja, načelnika glavnog stožera i Predsjednika Republike dr. Franje Tuđmana.

## Odlikovanja i nagrade
- Spomenica Domovinskog rata 1990. – 1992.
- Spomenica Domovinske zahvalnosti
- Red hrvatskog trolista
- Red Nikole Šubića Zrinskog
- Red hrvatskog pletera
- Medalja „Bljesak 95“
- Medalja „Oluja 95“
- Zlatna plaketa „TIGAR“
- Samokres PHP od Načelnika GS OSRH